# 211375 Jessesteed
211375 Jessesteed este un asteroid din centura principală de asteroizi.

## Descriere
211375 Jessesteed este un asteroid din centura principală de asteroizi. A fost descoperit pe 5 octombrie 2002 la Apache Point Observatory în cadrul programului Sloan Digital Sky Survey. Asteroidul prezintă o orbită caracterizată de o semiaxă mare de 2,80 ua, o excentricitate de 0,05 și o înclinație de 4,5° în raport cu ecliptica.